# Kabuki Jūhachiban

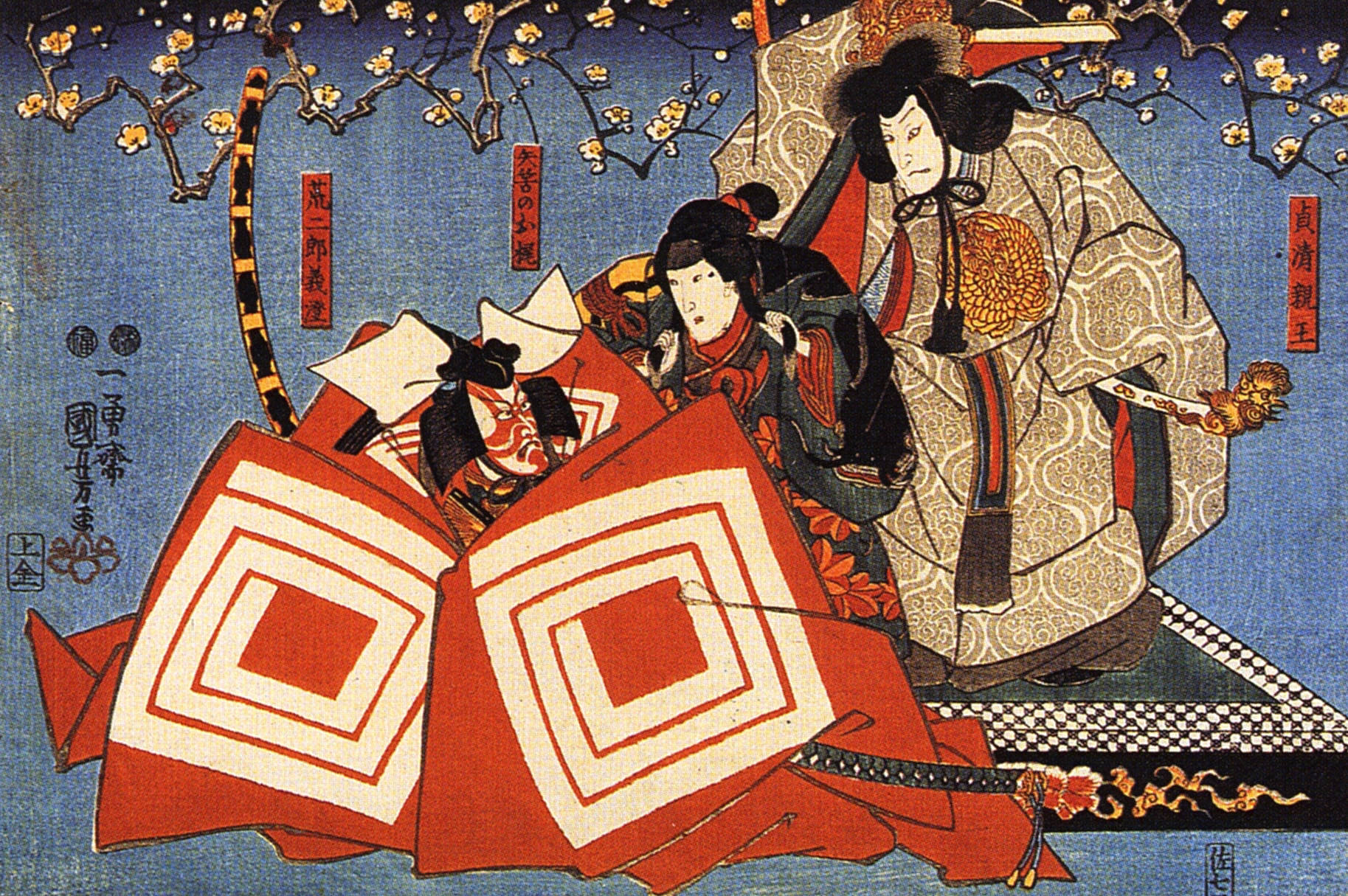
L'acteur Kuniyoshi Utagawa

Les Kabuki Jūhachiban (歌舞伎十八番), ou « Dix-huit meilleures pièces kabuki », sont un recueil de pièces du répertoire kabuki fortement associées à la lignée Ichikawa Danjūrō d'acteurs depuis leurs premières. Ces œuvres, considérées comme des représentations de référence du style aragoto dans le répertoire, ont été choisies et réunies sous le titre « Les dix-huit » par l'acteur Ichikawa Danjūrō VII (1800-1832). Les Danjūrō continuent depuis à dominer les premiers rôles et l'impression et la production de ces pièces.
Shibaraku, Narukami, Sukeroku, Ya-no-Ne et Kanjinchō sont toujours considérées comme parmi les plus grandes de toutes les pièces kabuki et sont représentées au moins une fois par an, souvent à l'occasion de shūmei, cérémonies de baptêmes de bon augure lors desquelles les acteurs qui reçoivent de nouveaux noms, en particulier ceux qui reçoivent le nom illustre « Ichikawa Danjūrō », se produisent dans ces grandes pièces fortement associées à cette lignée.
Alors que le nombre de pièces contenues dans le Kabuki Jūhachiban se monte à 18, ce nombre, avec d'autres nombres avec un huit tels que 80 et 88, est symbolique de la notion générale d'« un grand nombre ».
Un Shin-Kabuki Jūhachiban (« Nouvelles dix-huit meilleurs pièces kabuki ») a été collationné par l'acteur Ichikawa Danjūrō IX au cours de l'ère Meiji, représentant ses pièces favorites, dont beaucoup sont particulièrement représentatives du kabuki de l'ère Meiji.
Des dix-huit pièces originales, dix ou onze seulement sont considérées comme étant encore régulièrement jouées, même si certaines sont représentées beaucoup moins souvent que les autres.

## Les dix-huit

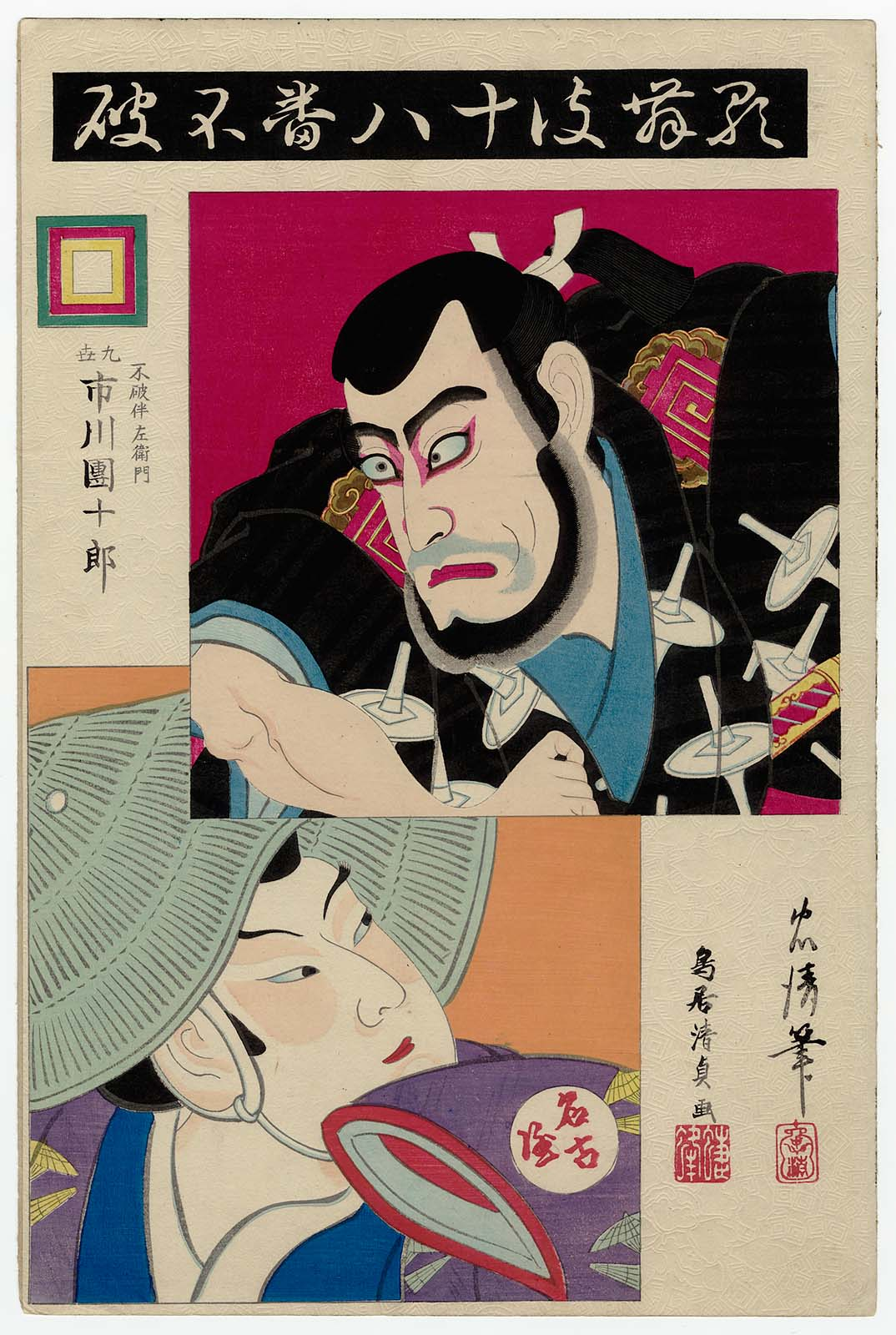
Fuwa* (1680)
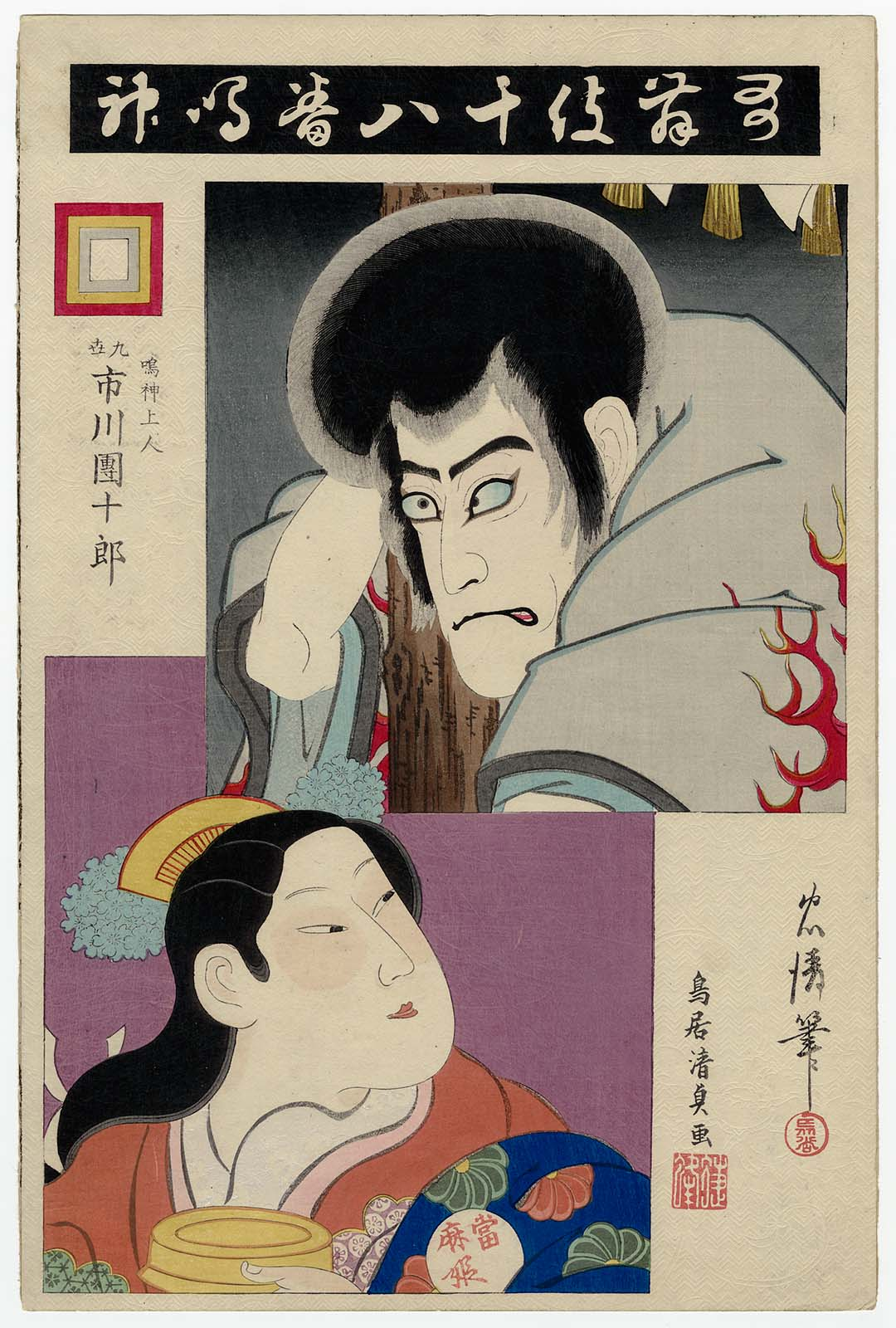
Narukami (1684)
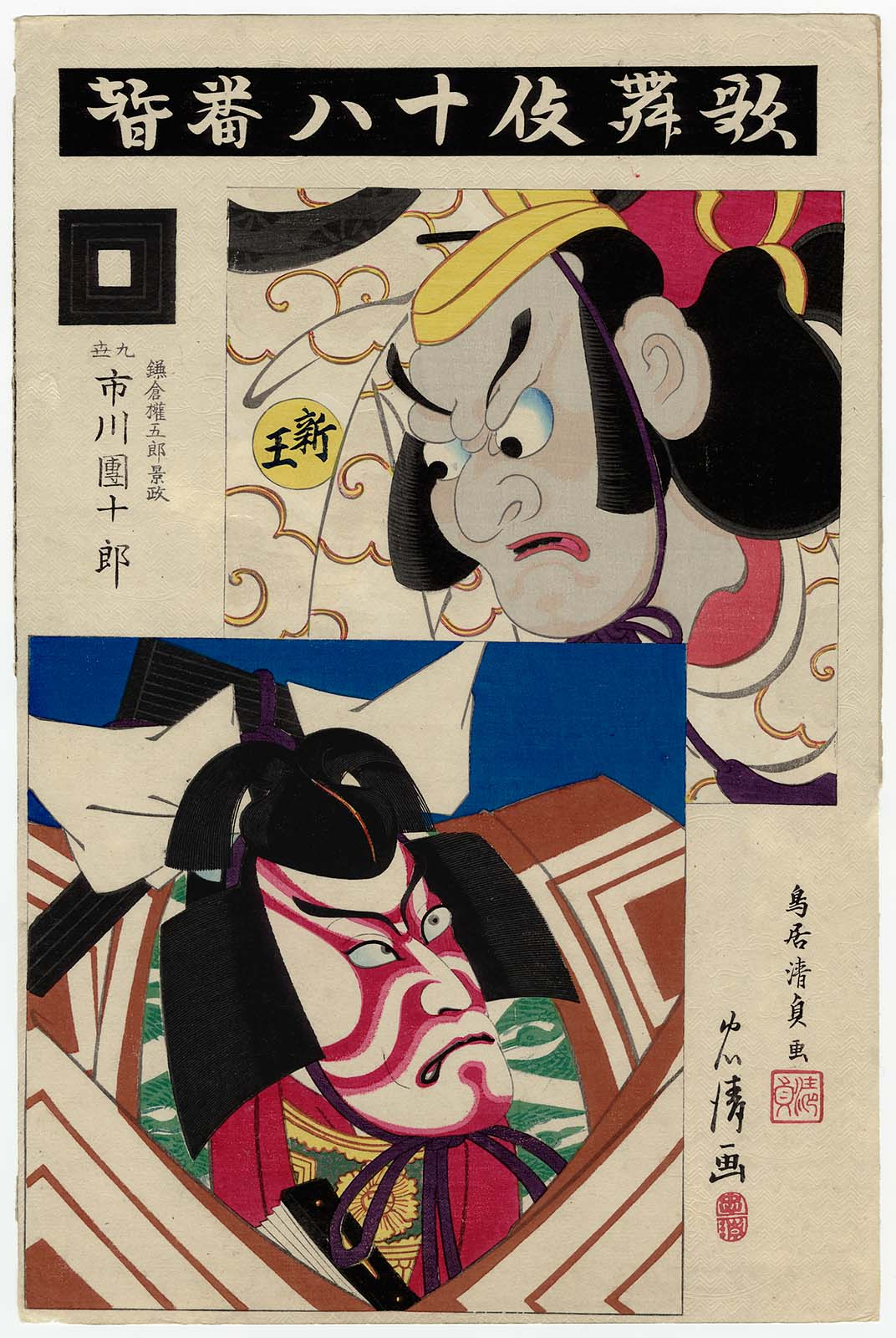
Shibaraku (1697)
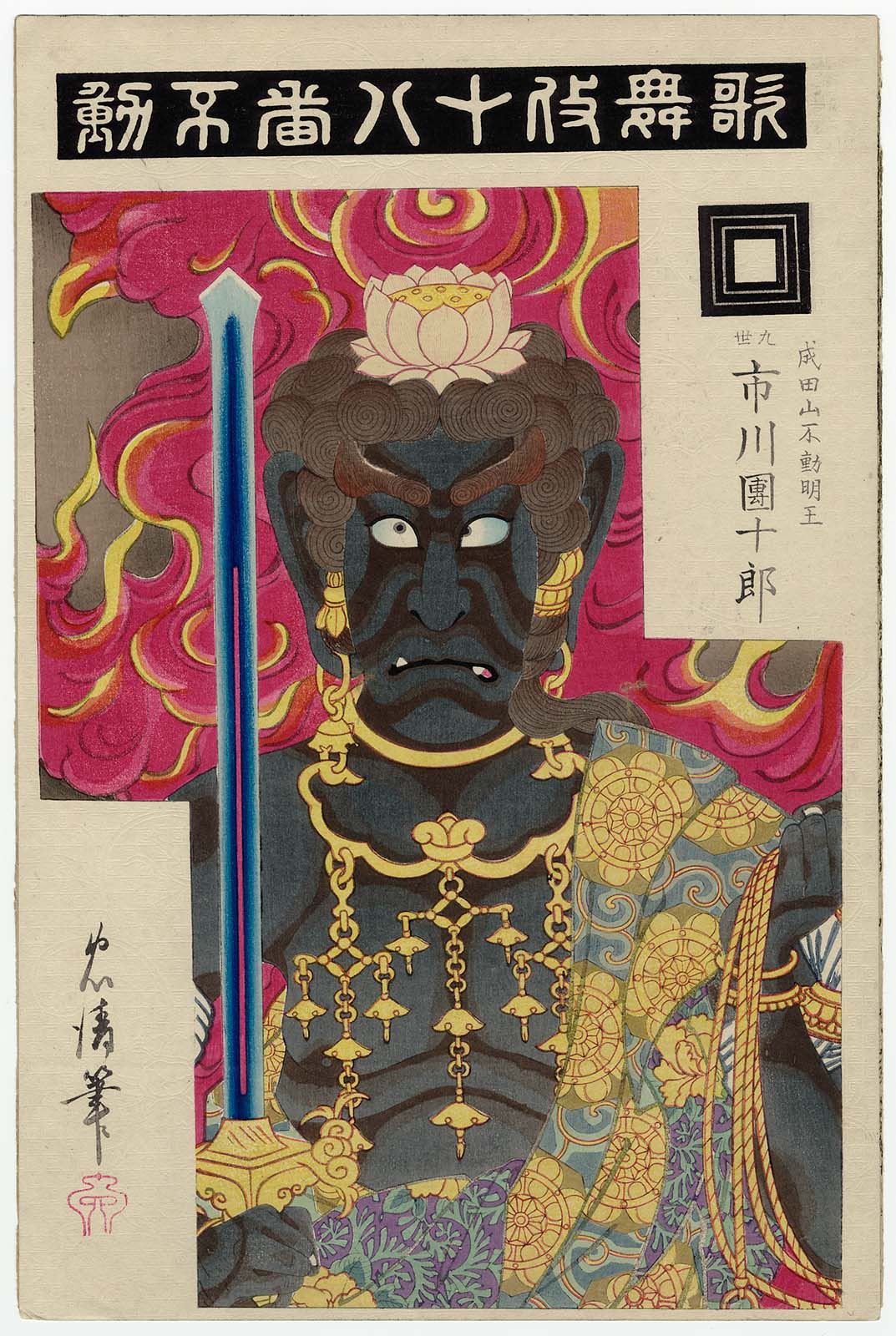
Fudō (1697)
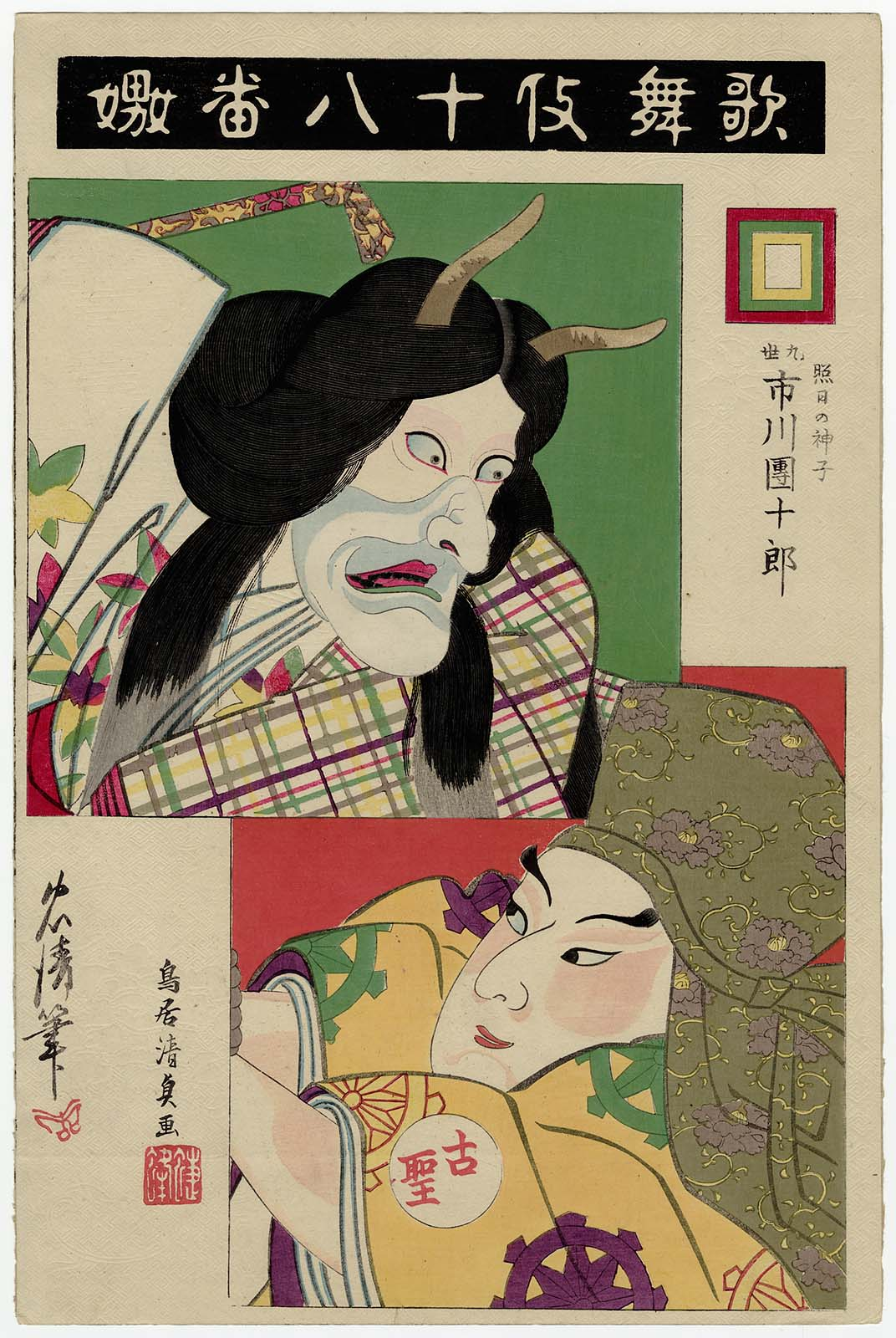
Uwanari* (1699)
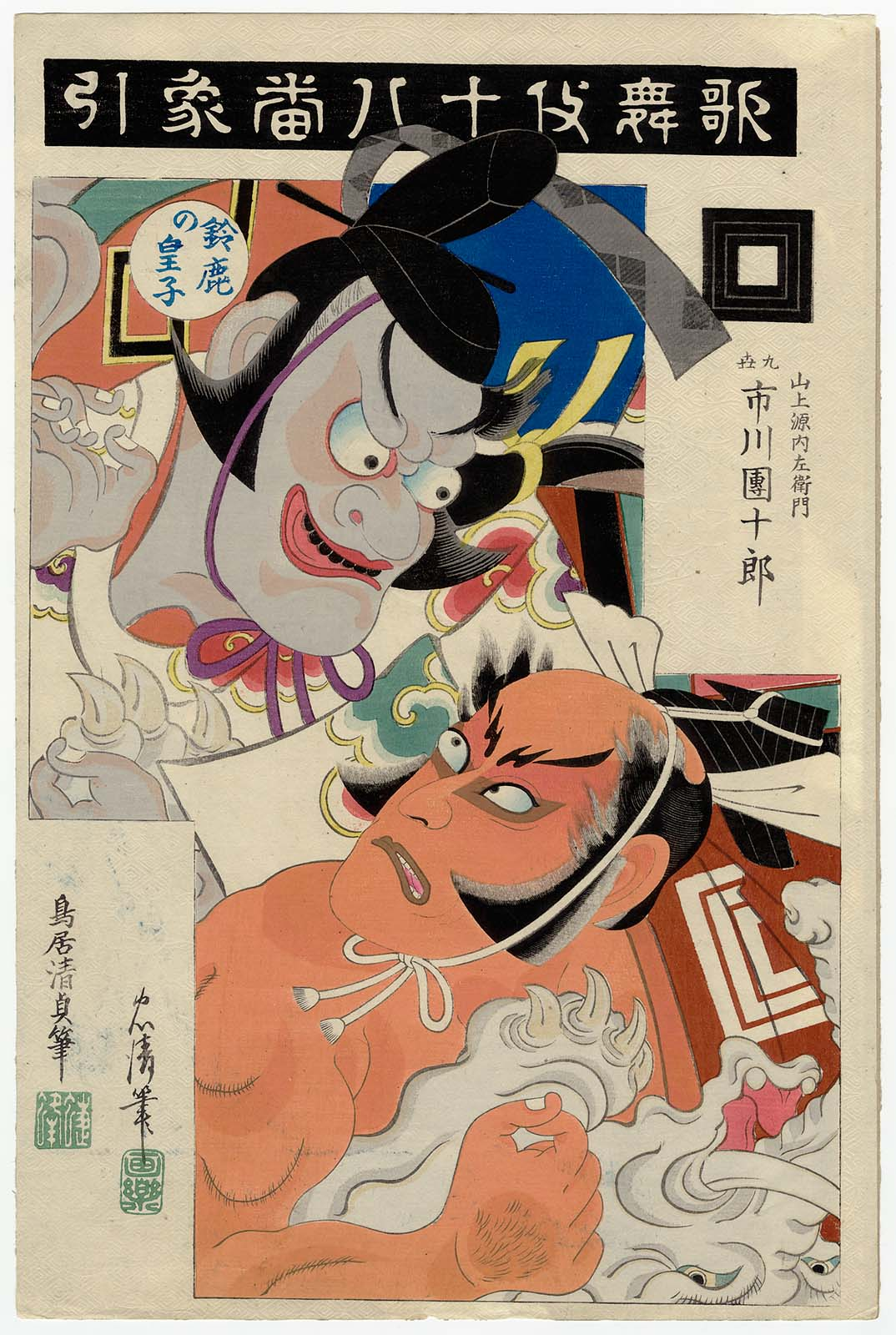
Zōhiki (1701)
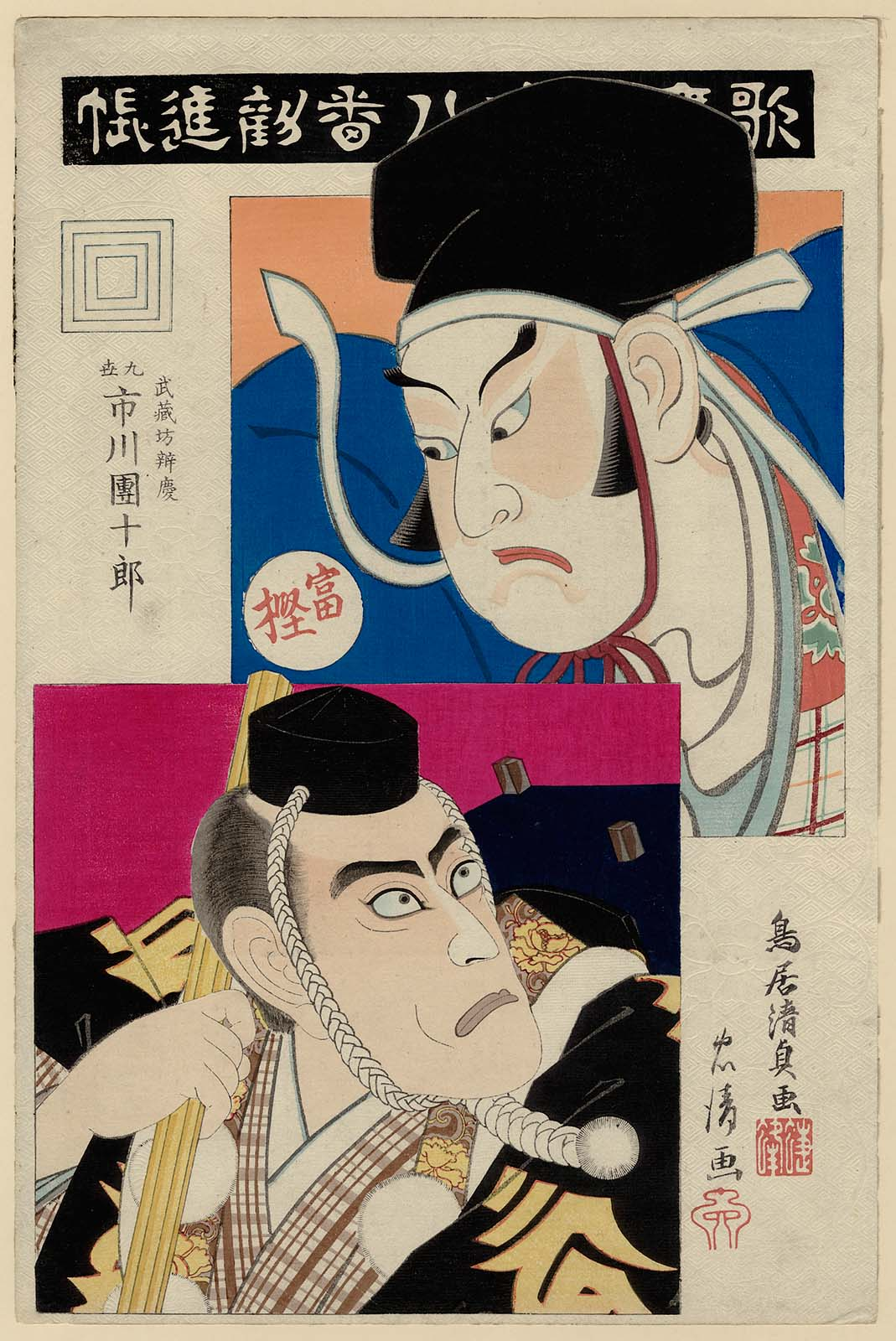
Kanjinchō (1702)
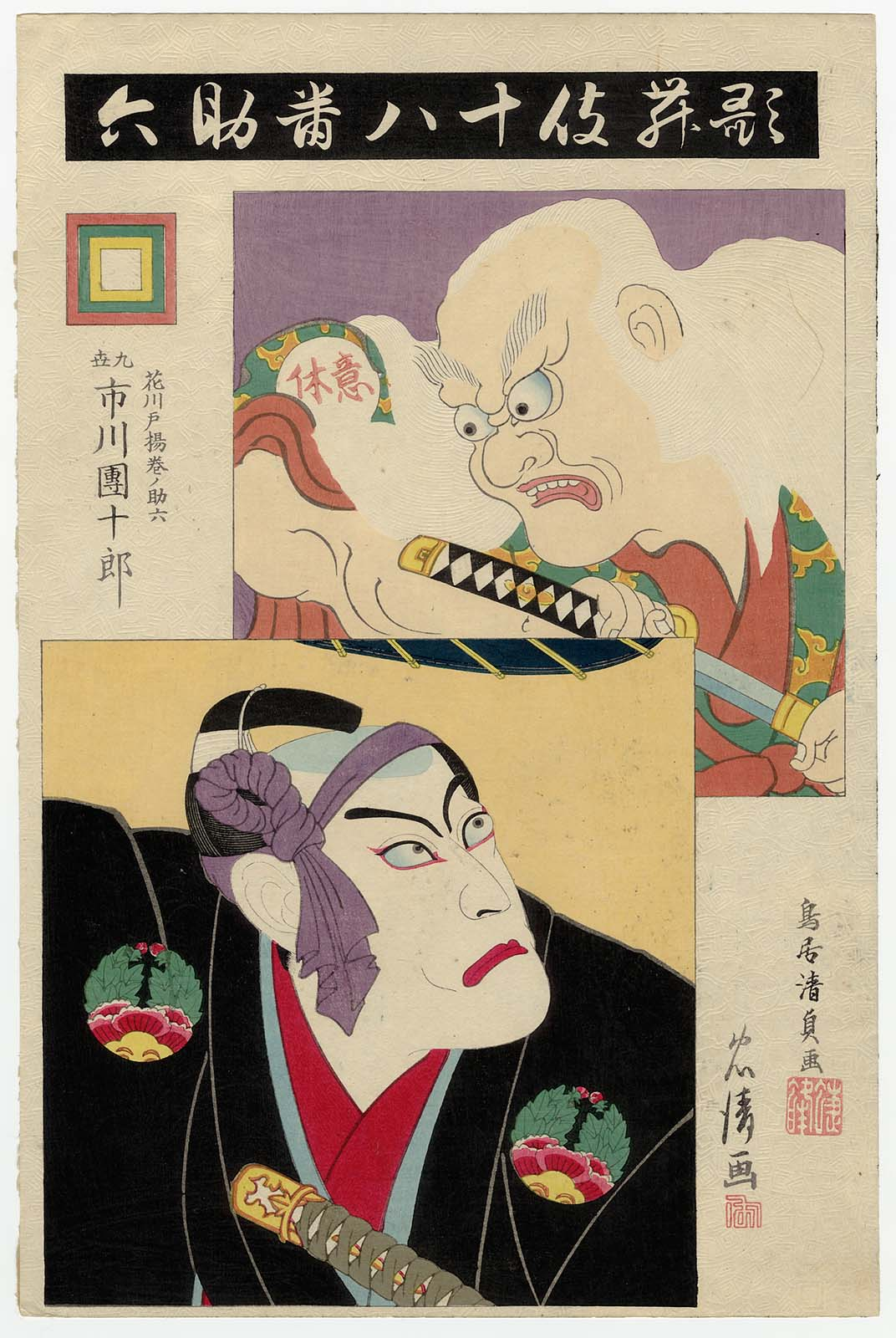
Sukeroku (1713)
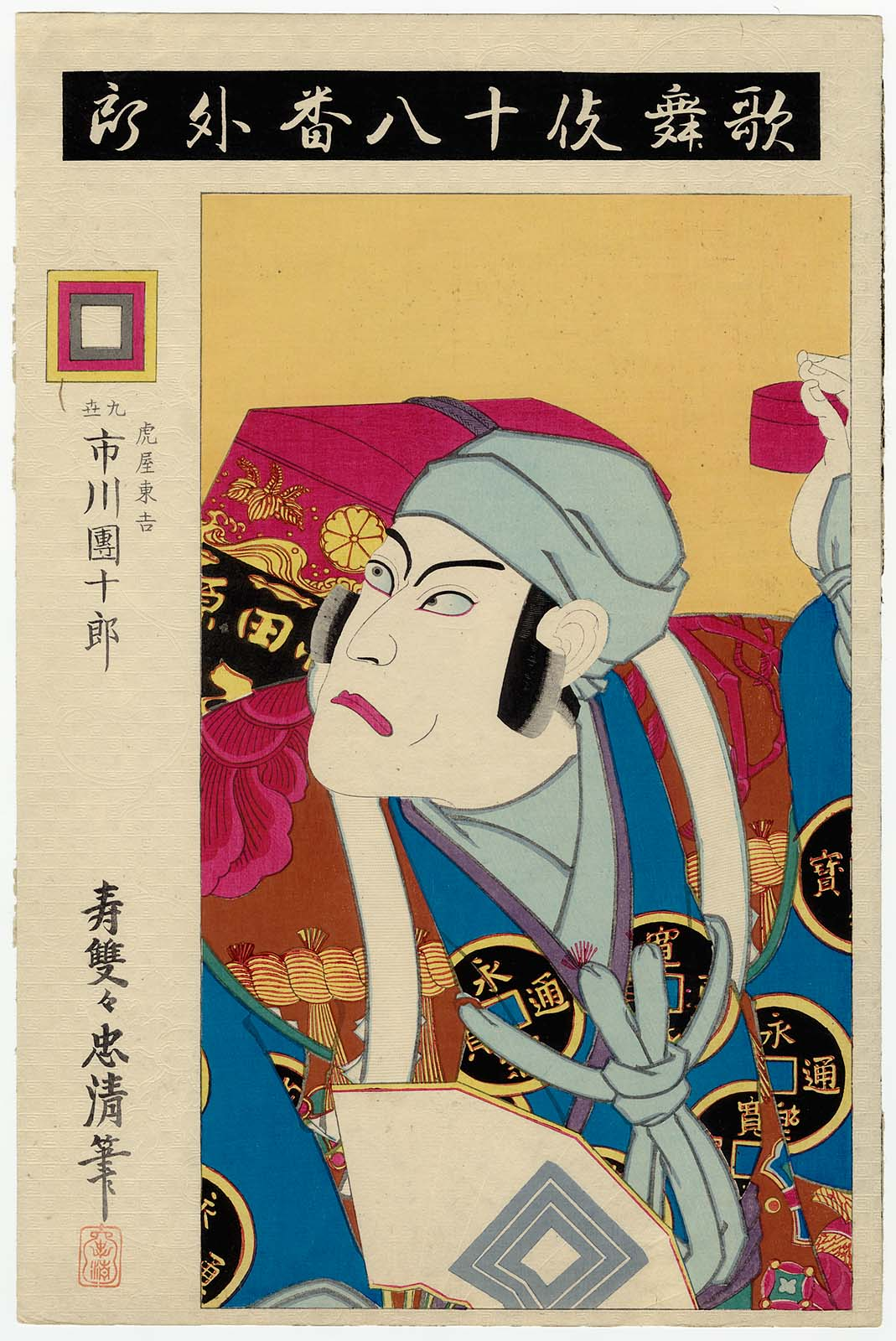
Uirō Uri (1718)
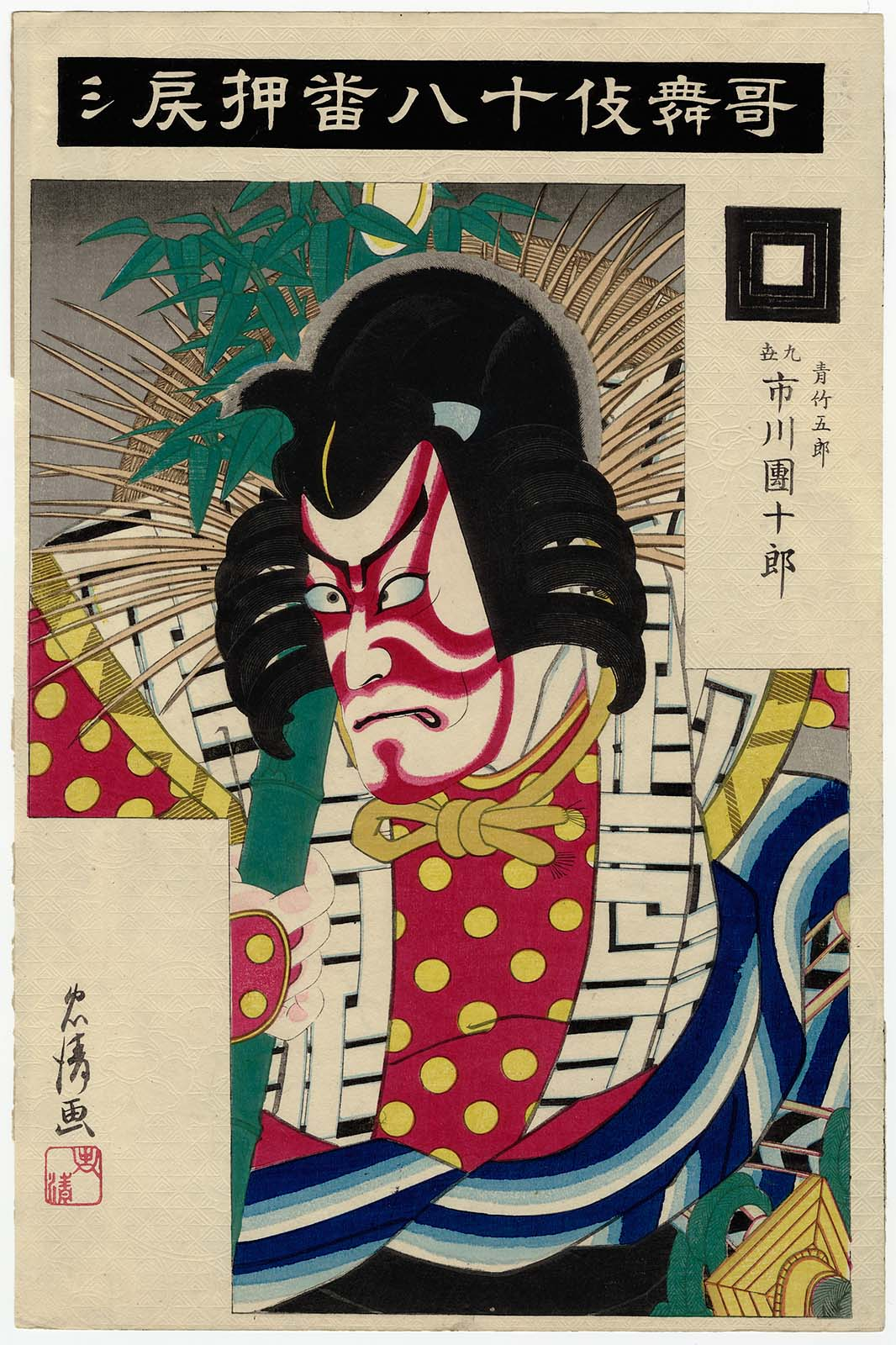
Oshimodoshi* (1727)
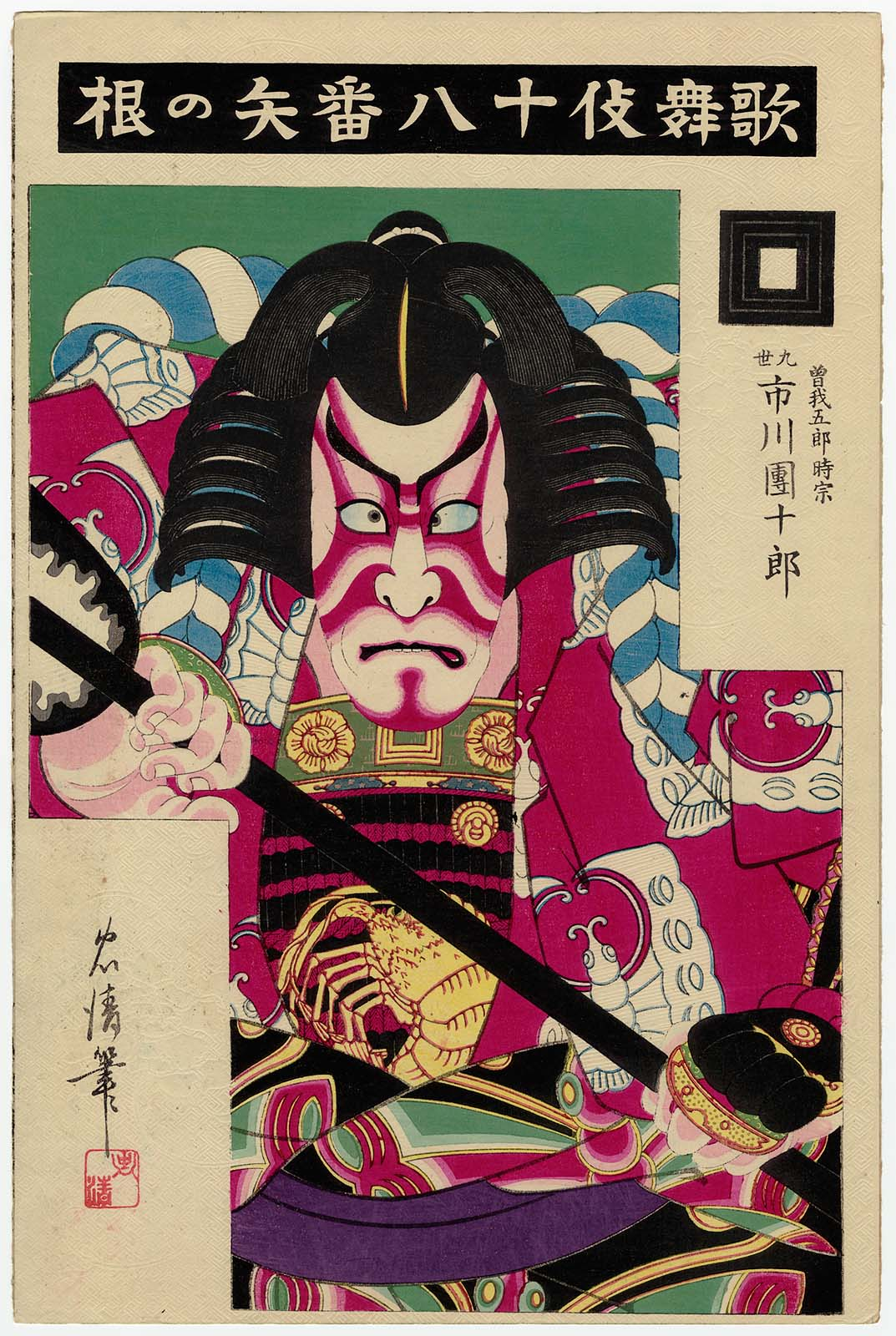
Ya-no-Ne (1729)
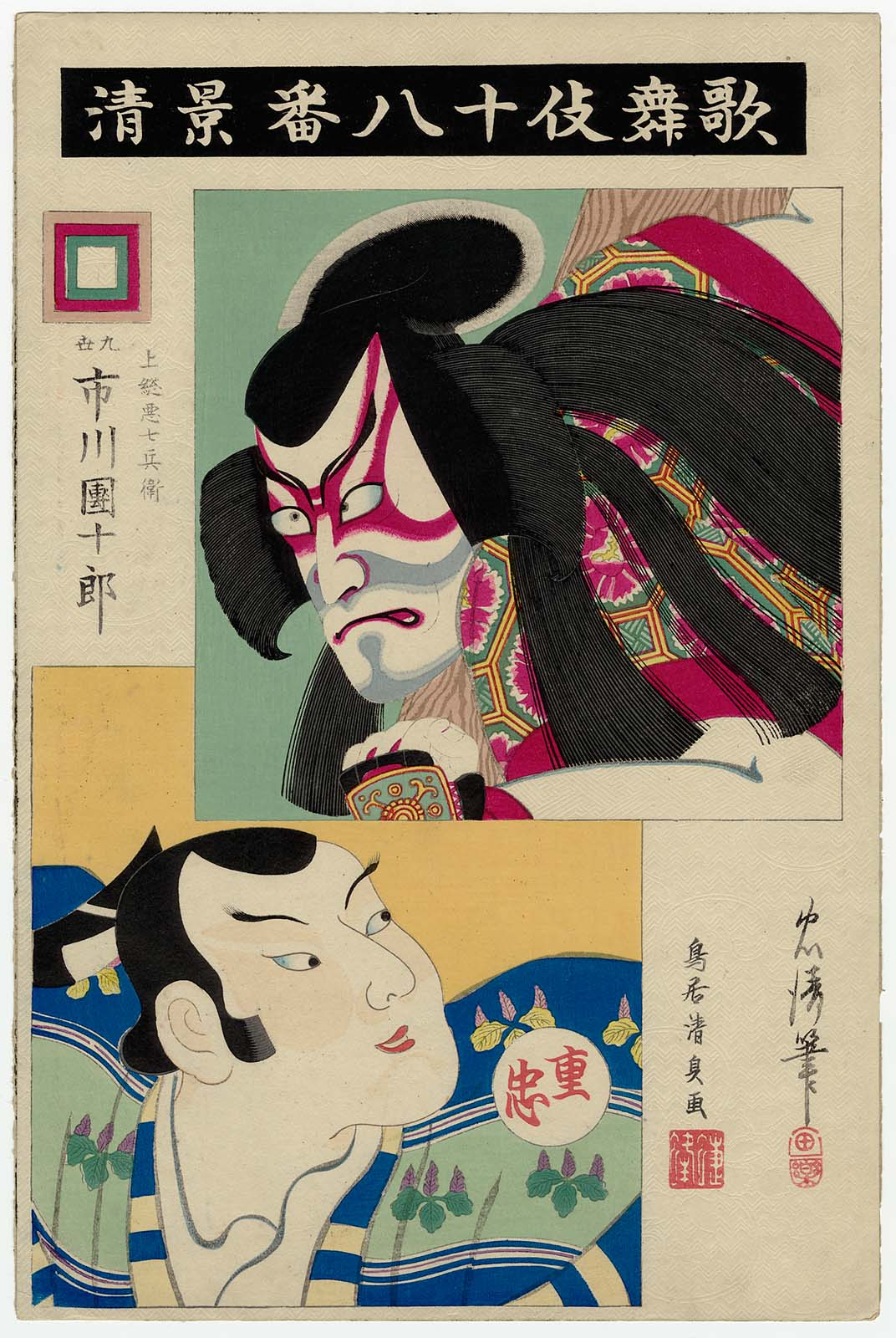
Kagekiyo (1732)
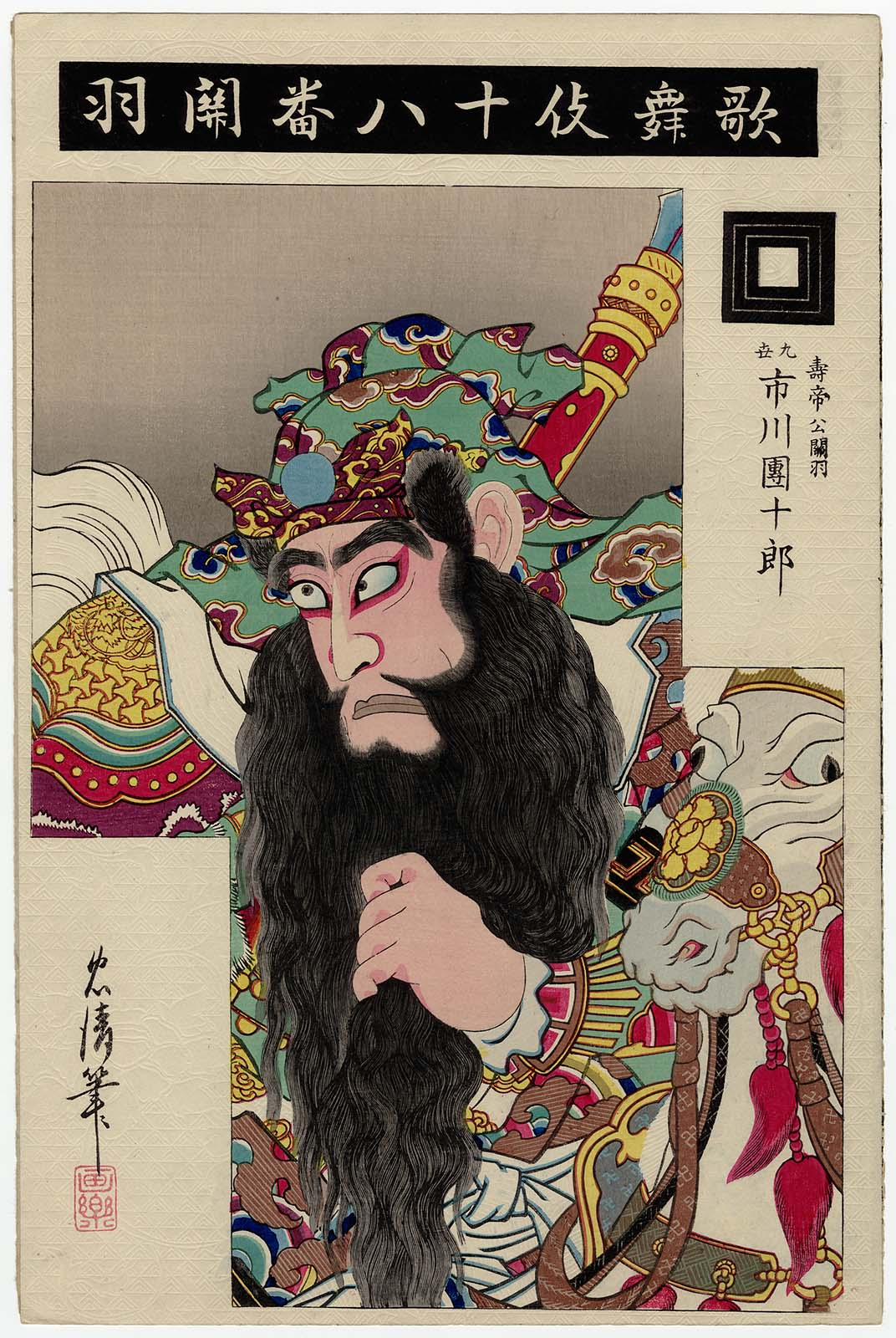
Kan'u (1737)
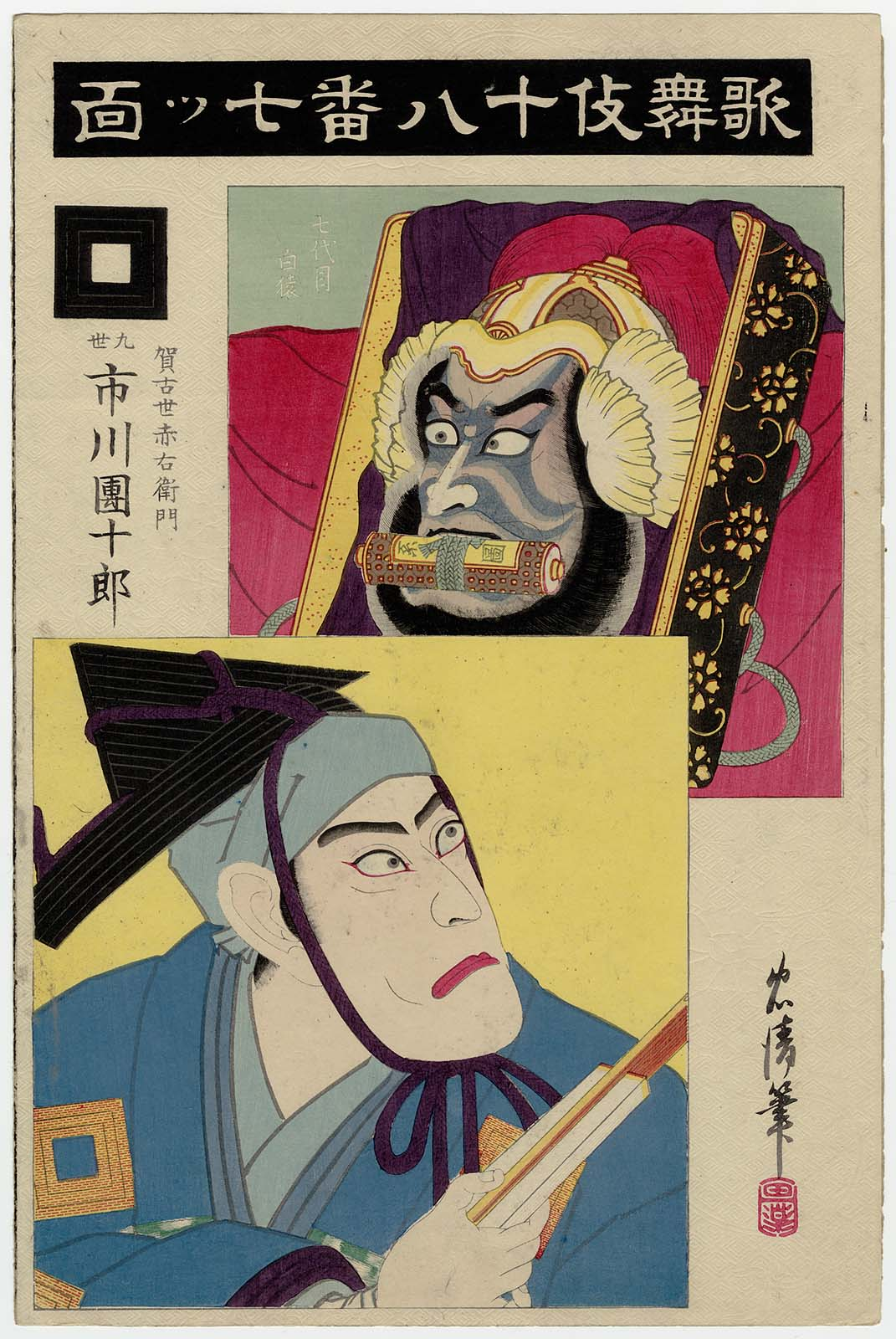
Nanatsumen* (1740)
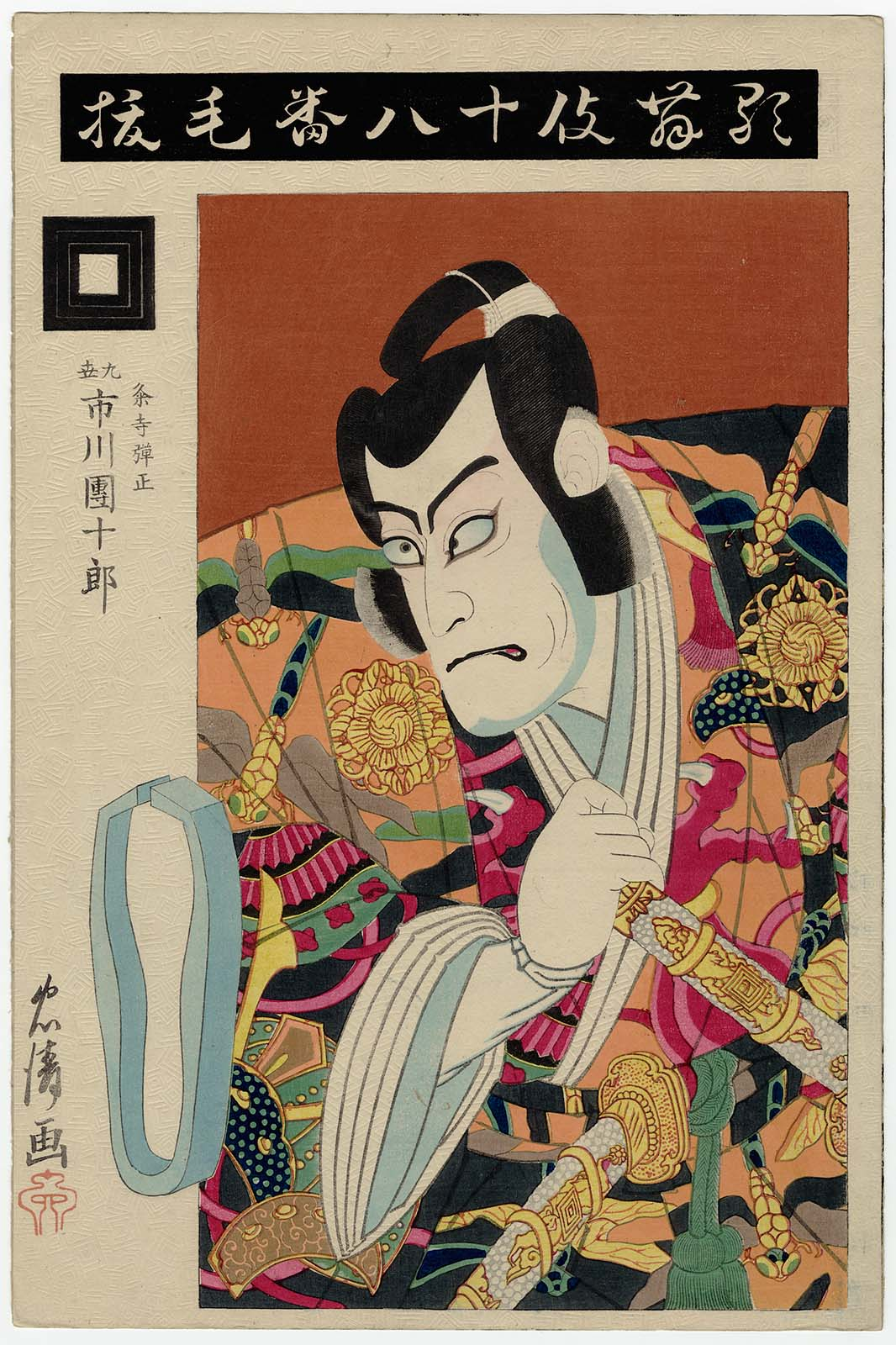
Kenuki (1742)
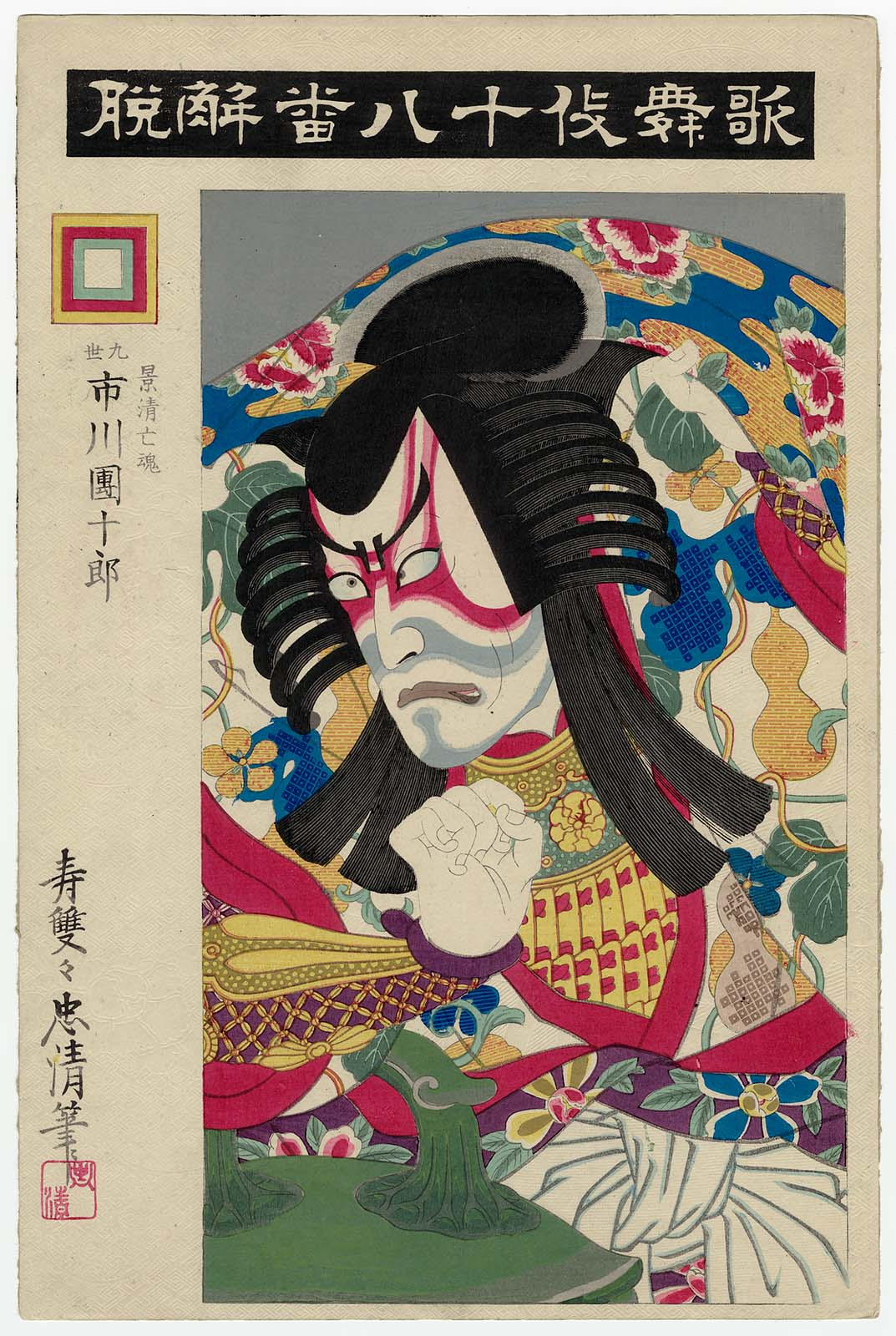
Gedatsu* (1760)
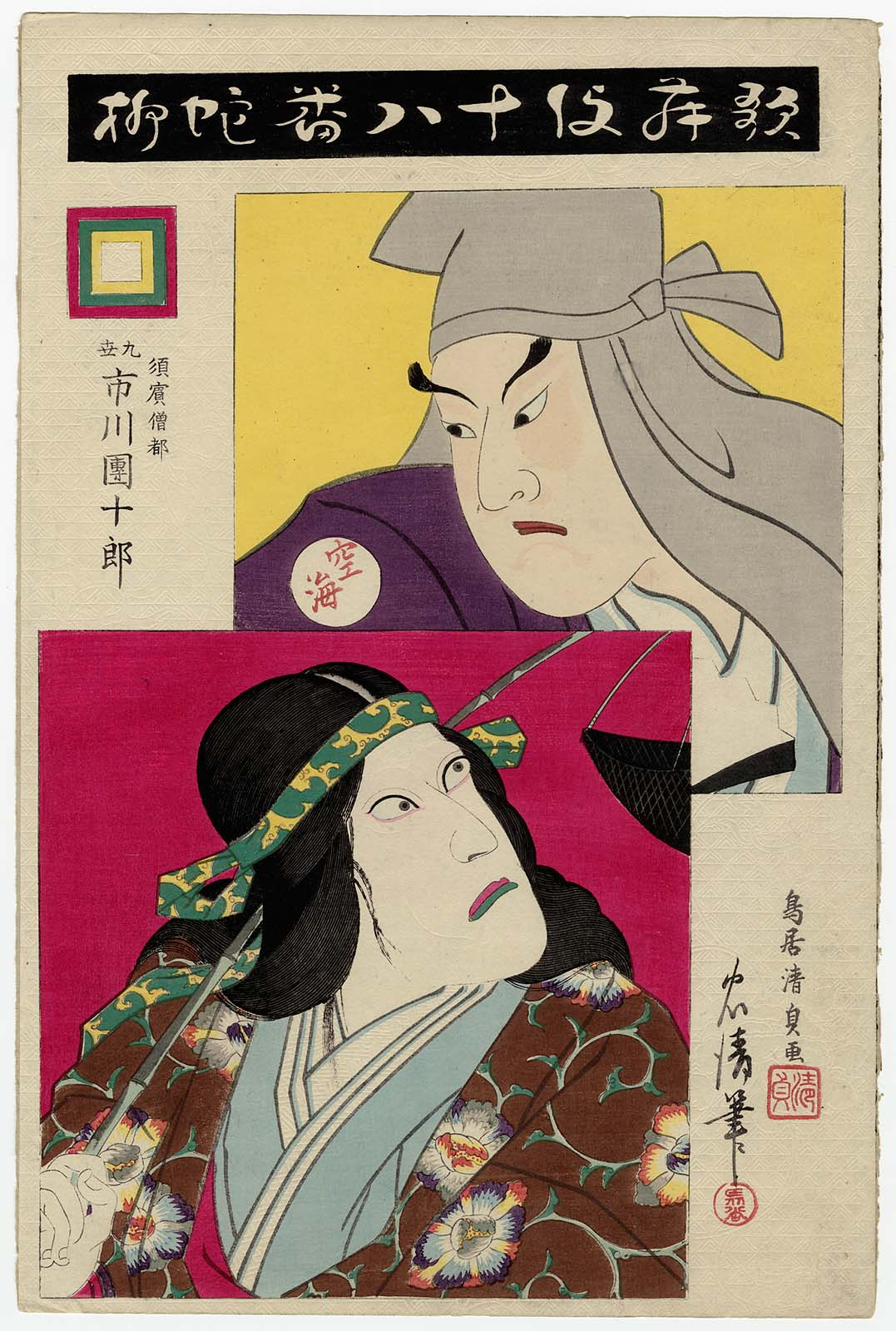
Jayanagi* (1763)
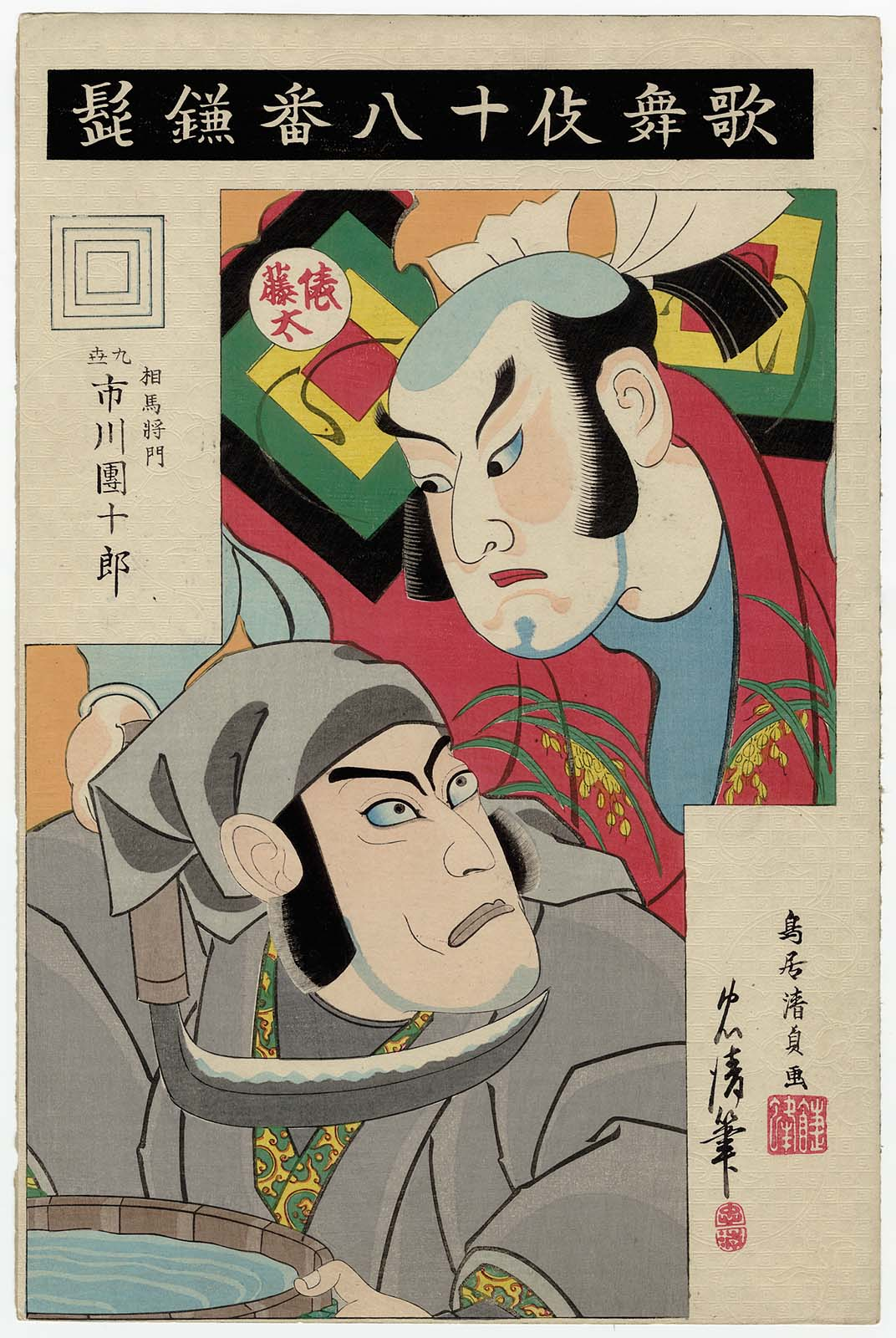
Kamahige (1769)

* Ces pièces sont généralement considérées comme n'étant plus jouées (disparues du répertoire); Toutefois, des reprises sont faites tandis que par ailleurs certaines de ces pièces considérées comme faisant encore partie du répertoire peuvent être représentées mais que très rarement.

## Source de la traduction
- (en) Cet article est partiellement ou en totalité issu de l’article de Wikipédia en anglais intitulé « Kabuki Jūhachiban » (voir la liste des auteurs).